# София Брауншвейг-Люнебургская
София Брауншвейг-Люнебургская (нем. Sophie von Braunschweig-Lüneburg; 30 октября 1563, Целле — 14 января 1639, Нюрнберг) — принцесса Брауншвейг-Люнебургская, в замужестве маркграфиня Бранденбург-Ансбахская и Бранденбург-Кульмбахская и герцогиня Егерндорфская.

## Биография
София — старший ребёнок князя Вильгельма Брауншвейг-Люнебургского и Доротеи Датской, дочери короля Дании Кристиана III. 3 мая 1579 года София вышла замуж в Дрездене за маркграфа Георга Фридриха I Бранденбург-Ансбах-Кульмбахского. Георг Фридрих носил титулы маркграфа Ансбаха и Кульмбаха и герцога Силезии и Егерндорфа, управлял герцогством Пруссия на правах опекуна, являлся последним представителем старшей линии франконских Гогенцоллернов и весомой политической фигурой своего времени. Его первая супруга Елизавета Бранденбург-Кюстринская умерла в 1578 году, детей у Георга Фридриха не было ни в первом, ни во втором браке с Софией. Права наследования его земель были урегулированы Герским династическим договором. Отсутствие детей с Софией мотивировало Георга Фридриха заниматься интересами всего дома Гогенцоллернов.
В 1587 году София взяла на воспитание свою самую младшую сестру, в то время 5-летнюю Сибиллу. Её первая большая поездка с супругом состоялась в сентябре 1599 года в Хельдбург и Кобург на свадьбу сестры Маргариты с герцогом Иоганном Казимиром Саксен-Кобургским. После смерти мужа в 1603 году София вернулась в родительский дом и прожила ещё 36 лет. Она часто бывала с сёстрами Кларой, графиней Шварцбургской, и Сибиллой, герцогиней Брауншвейг-Данненбергской, в Нюрнберге, где и умерла. Похоронена в нюрнбергской церкви Святого Лаврентия.